# Eulophia coddii
Eulophia coddii är en orkidéart som beskrevs av Anthony Vincent Hall. Eulophia coddii ingår i släktet Eulophia och familjen orkidéer. IUCN kategoriserar arten globalt som starkt hotad. Inga underarter finns listade i Catalogue of Life.